# 朝雲 (北魏)
朝雲，北魏河間王元琛家中之歌妓，根據楊衒《洛陽伽藍記》記載，元琛家中有三百位歌妓，其中有一位婢女，名字是朝雲，善於吹奏篪，南方和北方的民歌都能吹奏出。
元琛任秦州刺史時，羌族叛變，履討不降。元琛命令朝雲打扮成貧窮的老婦，一邊吹篪一邊乞討。羌族人聽到朝雲的音樂，都留下眼淚，相互說：“何為棄墳井，在山谷中為寇也？”於是紛紛投降。後來，秦州人民流傳一句話：“快馬健兒，不如老嫗吹箎”。